# Tehnica Levallois

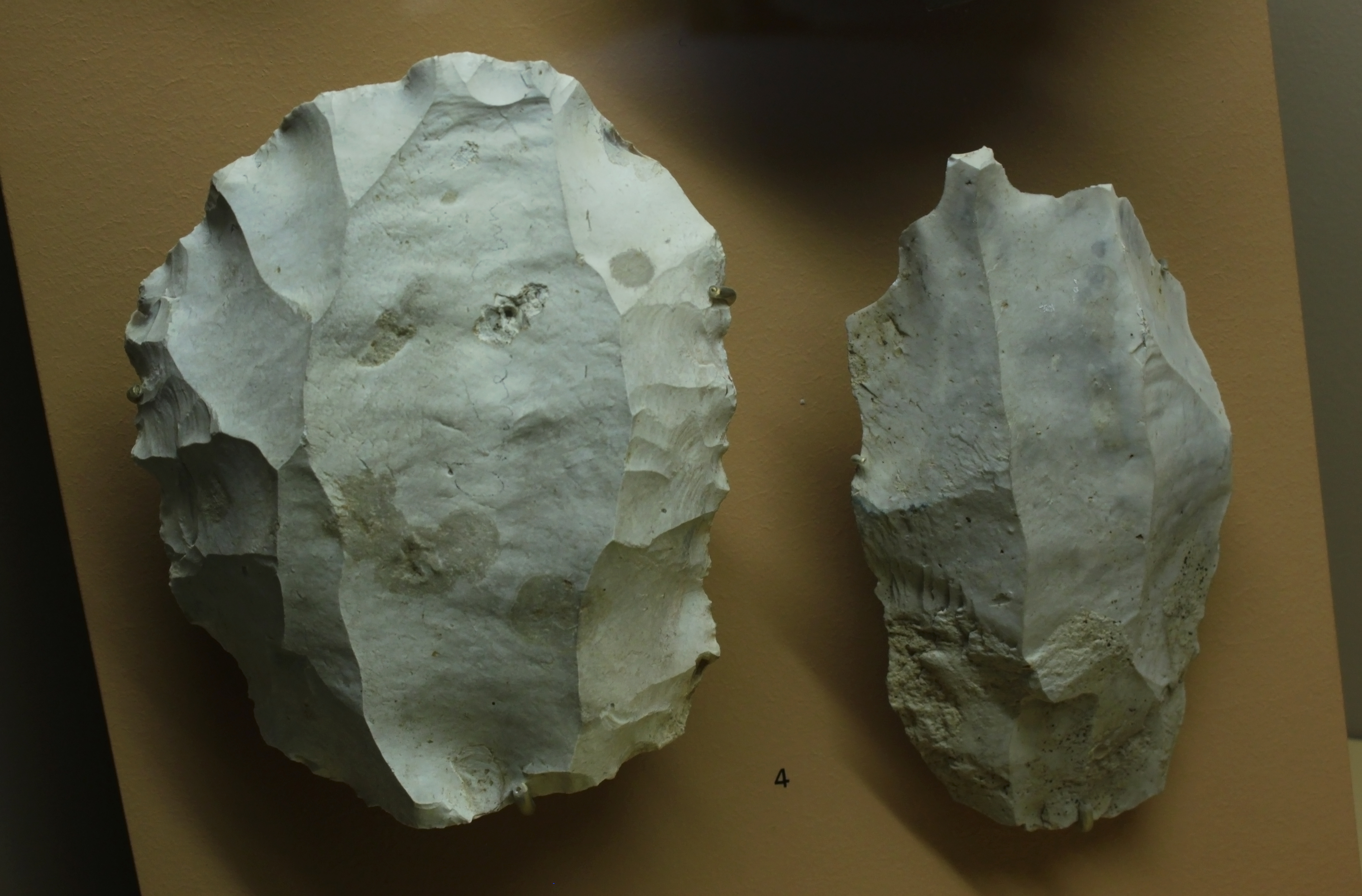
Nucleu Levallois, Paleoliticul mijlociu. Muzeul Național de Arheologie, Saint-Germain-en-Laye, Franța.

Tehnica Levallois   este o metodă de tăiere a pietrei folosită în timpul preistoriei, în special în Paleoliticul mijlociu, unde este mai frecvent asociată cu Musterianul. A fost numită după vechiul sit paleolitic Levallois-Perret din Franța. Această tehnică de debitaj reprezintă o evoluție clară față de toate celelalte tehnici care au precedat-o. Ea constă în alegerea unui bloc de silex plat, oval, din care sunt desprinse așchii mari și plate de pe margini. Astfel, este curățată suprafața superioară a nucleului prin desprinderi centripete, obținând o suprafață asemănătoare unei carapace de broască țestoasă, apoi este preparat un plan de lovire la unul din capete, fie prin mici fațete, fie printr-o singură desprindere mare, acest plan de lovire fiind perpendicular planului de aplatizare al nucleului. 
Tehnica sugerează  și un progres în evoluția mentală a omului, deoarece cioplirea pietrei nu vizează doar obținerea unui tăiș mai bun ci pregătirea nucleului pentru obținerea de așchii cu formă dinainte imaginată și dorită. 
Cioplirea levalloisiană se va continua cu cioplirea lamelară, care caracterizează Paleoliticul superior.